# توابسي
طوابس باللغة الشركسية ТIуапсэ (بالروسية: Туапсе) هي إحدى مدن مناطق القفقاس الشمالي، ومنطقة كانت تتبع قديماً ل(سيركاسيا التاريخية)، معقل الشراكسة الشابسوغ وهي الآن من المدن الساحلية والتي تقع على شاطئ البحر الأسود الشمالي الشرقي روسيا ،وهي تقع جنوب منطقة جلندزيك وشمال مدينة صاخا/شاشي (سوتشي) الشركسية معقل قبيلة الوبيخ، في الكيان الفدرالي الروسي ضمن منطقة كراسنودار كراي.
عدد سكان المدينة وفقاً لتقدير سنة 2002 هو 64,238 مواطن، وتعتبر من الموانئ المهمة والتي تمتد حتى مدينة صاخا/شاشي (سوتشي) في الجنوب.
بعد الحروب الشركسية الروسية أجبر غالبية من نجا من قبائل الشابسوغ موطنهم الأم نظراً لاحتلال مناطقهم -بالإضافة لمنطقة سيركاسيا الأديجيه- من قبل روسيا القيصرية، والتنكيل بهذه القبيلة المسلمة التي دافعت على أراضيها، يداً بيد مع باقي القبائل الشركسية المسلمة، وحتى انكسار المقاومة الشركسية بتاريخ 1864، والذي رافقه حملات للإبادة العرقية والدينية بحق الشعوب الشركسية وحتى القفقاسية منها وللمناطق الممتدة من شرق مدينة أنابا شمالاً وحتى مدينة صاخا/شاشا (سوتشي) جنوباً ولتتضمن الأراضي المحاذية لمناطق قبيلة الناتخواج في الغرب وحتى امتدادها على شواطئ البحر الأسود، وصولاً إلى مدينة صاخا/شاشي/سوتشي في الجنوب، حتى أصبح من تبقى فيها لا يتعدى 10,000 أديجيي ناطق باللهجة الشابسوغية/الأديجيه، وبالتالي أصبح من تبقى من الشابسوغ وباقي القبائل الشركسية الأصلية سكان منطقة شمال غرب القفقاس أقلية في وطنهم التاريخي؛ نتيجة للإجرام الروسي والمجازر البشرية.
اسم المدينة باللغة الشركسية(الأديجيه)مشتق من كلمة ТIуа-псэ، والتي تعني ТIуа أثنان وпсэ التي تعني المياه، لتكون جملة إثنتي المياه، كما وقد سميت المدينة من قبل الإغريق اليونان باسم توبسيدا والتي يمكن رؤيتها بشكل واضح بالخرائط اليونانية القديمة.

## المناخ
يظهر الجدول التالي التغييرات المناخية على مدار السنة لتوابسي:
| البيانات المناخية لـتوابسي        | البيانات المناخية لـتوابسي | البيانات المناخية لـتوابسي | البيانات المناخية لـتوابسي | البيانات المناخية لـتوابسي | البيانات المناخية لـتوابسي | البيانات المناخية لـتوابسي | البيانات المناخية لـتوابسي | البيانات المناخية لـتوابسي | البيانات المناخية لـتوابسي | البيانات المناخية لـتوابسي | البيانات المناخية لـتوابسي | البيانات المناخية لـتوابسي | البيانات المناخية لـتوابسي |
| الشهر                             | يناير                      | فبراير                     | مارس                       | أبريل                      | مايو                       | يونيو                      | يوليو                      | أغسطس                      | سبتمبر                     | أكتوبر                     | نوفمبر                     | ديسمبر                     | المعدل السنوي              |
| --------------------------------- | -------------------------- | -------------------------- | -------------------------- | -------------------------- | -------------------------- | -------------------------- | -------------------------- | -------------------------- | -------------------------- | -------------------------- | -------------------------- | -------------------------- | -------------------------- |
| الدرجة القصوى °م (°ف)             | 22.2 (72.0)                | 24.0 (75.2)                | 26.5 (79.7)                | 30.0 (86.0)                | 35.4 (95.7)                | 35.1 (95.2)                | 41.1 (106.0)               | 40.0 (104.0)               | 35.4 (95.7)                | 31.2 (88.2)                | 26.1 (79.0)                | 23.7 (74.7)                | 41.1 (106.0)               |
| متوسط درجة الحرارة الكبرى °م (°ف) | 8.2 (46.8)                 | 8.8 (47.8)                 | 11.4 (52.5)                | 15.9 (60.6)                | 20.5 (68.9)                | 24.6 (76.3)                | 27.8 (82.0)                | 28.5 (83.3)                | 24.7 (76.5)                | 19.7 (67.5)                | 14.4 (57.9)                | 10.3 (50.5)                | 18.0 (64.4)                |
| المتوسط اليومي °م (°ف)            | 5.0 (41.0)                 | 5.4 (41.7)                 | 7.7 (45.9)                 | 12.0 (53.6)                | 16.4 (61.5)                | 20.4 (68.7)                | 23.5 (74.3)                | 23.8 (74.8)                | 19.7 (67.5)                | 14.8 (58.6)                | 10.5 (50.9)                | 7.1 (44.8)                 | 14.0 (57.2)                |
| متوسط درجة الحرارة الصغرى °م (°ف) | 2.1 (35.8)                 | 2.4 (36.3)                 | 4.5 (40.1)                 | 8.5 (47.3)                 | 12.6 (54.7)                | 16.4 (61.5)                | 19.3 (66.7)                | 19.4 (66.9)                | 15.5 (59.9)                | 10.8 (51.4)                | 7.1 (44.8)                 | 4.1 (39.4)                 | 10.3 (50.5)                |
| أدنى درجة حرارة °م (°ف)           | −19.0 (−2.2)               | −15.0 (5.0)                | −8.0 (17.6)                | −4.2 (24.4)                | 2.3 (36.1)                 | 4.8 (40.6)                 | 5.0 (41.0)                 | 9.0 (48.2)                 | 3.0 (37.4)                 | −3.9 (25.0)                | −9.1 (15.6)                | −10.5 (13.1)               | −19.0 (−2.2)               |
| الهطول مم (إنش)                   | 143.2 (5.64)               | 106.6 (4.20)               | 93.8 (3.69)                | 94.3 (3.71)                | 95.0 (3.74)                | 80.5 (3.17)                | 77.3 (3.04)                | 89.2 (3.51)                | 114.6 (4.51)               | 106.9 (4.21)               | 155.4 (6.12)               | 176.2 (6.94)               | 1٬333 (52.48)              |
| متوسط أيام هطول الأمطار           | 17.5                       | 14.7                       | 18.3                       | 13.6                       | 12.2                       | 7.4                        | 5.0                        | 4.2                        | 7.8                        | 12.7                       | 12.4                       | 15.3                       | 141.1                      |
| متوسط الرطوبة النسبية (%)         | 71.3                       | 69.4                       | 70.9                       | 71.1                       | 74.7                       | 75.2                       | 72.5                       | 68.4                       | 69.4                       | 72.2                       | 69.3                       | 69.2                       | 71.1                       |
| ساعات سطوع الشمس الشهرية          | 94.6                       | 109.2                      | 139.5                      | 181.5                      | 254.2                      | 300.0                      | 333.3                      | 313.1                      | 250.5                      | 204.6                      | 123.0                      | 96.1                       | 2٬399٫5                    |
| المصدر: climatebase.ru            |                            |                            |                            |                            |                            |                            |                            |                            |                            |                            |                            |                            |                            |

## توأمة
لتوابسي اتفاقيات توأمة مع:
- أجان

## أعلام
- فلاديمير كرامنيك
- ناتالي جليبوفا